# Andy Powell (Rugbyspieler)
Andy Powell (* 23. August 1981 in Brecon) ist ein ehemaliger walisischer Rugby-Union-Spieler. Er spielte als Nummer Acht für die walisische Nationalmannschaft, die British and Irish Lions und verschiedene Ligateams.

## Karriere
Powell begann seine Karriere beim Newport RFC, den er nach Einführung von regionalen Auswahlen verließ. Er wechselte nach Frankreich zum AS Béziers, wo er jedoch auch nur kurze Zeit blieb. Es folgte eine Spielzeit bei den Leicester Tigers, bei denen er jedoch nur einmal auflief. Nach einer Saison bei den Scarlets wechselte er zu seinem heutigen Club.
Powell sammelte seine ersten Erfahrungen als Nationalspieler für die U21-Auswahl und die Reserve Wales A. Sein Debüt für die Herrennationalmannschaft gab er im Herbst 2008 gegen Südafrika und wurde gleich zum Spieler des Spiels bestimmt. Auch in den anderen Novemberländerspielen zeigte er seine Stärken und gehört folgerichtig auch zum Kader der Waliser zu den Six Nations 2009. Ihm gelang im Jahr 2009 zudem der Gewinn des EDF Energy Cup mit den Blues. Im April 2009 wurde er von Ian McGeechan für die Südafrika-Tour der British and Irish Lions nominiert, kam aber nicht zum Einsatz.
Auf die Saison 2010/11 hin wechselte Powell von den Blues zu den London Wasps. Am 5. Mai 2011 verließ Powell einvernehmlich die London Wasps nach einer Schlägerei unter Alkoholeinfluss vor einem Pub. Noch im selben Monat unterschrieb er bei den Sale Sharks. Im Oktober 2012 verhängte die Mannschaft gegen Powell eine Geldstrafe von 5.000 Pfund wegen beleidigender Sprache und beleidigender Handbewegungen gegenüber Zuschauern.
In den Jahren 2013 und 2014 versuchte sich Powell im Rugby League bei den Wigan Warriors und South Wales Scorpions. Im Juni 2014 wurde bekannt, dass Powell einen Vertrag bei den Newport Gwent Dragons unterschrieben habe. Nach einem Jahr wechselt er zum Merthyr RFC. Nach einer wiederkehrenden Knieverletzung gab der Verein im Oktober 2016 bekannt, das Powell seine Spielerkarriere beendet habe.

### International
Seinen ersten internationalen Spieleinsatz für Wales erhielt Powell 2008 gegen Südafrika. Wales verlor das Spiel zwar mit 15:20, Powell wurde allerdings als Man of the Match geehrt.
2009 wurde Powell für die British and Irish Lions ausgewählt.

## Festnahme
Nach einem gewonnenen Spiel im Rahmen des Six-Nations-Turniers 2010 wurde Powell am 14. Februar festgenommen, weil er ein Golfmobil des Hotels entwendet hatte, in dem das Team untergebracht war. Als Reaktion auf die Festnahme wurde Powell von der walisischen Nationalmannschaft aus dem Turnierkader gestrichen. Später wurde ihm ein 15-monatiges Fahrverbot auferlegt und eine Geldstrafe verhängt, nachdem er die Straftat vor dem Cardiff Magistrates’ Court eingestanden hatte.